# Уотсон, Джуниор
Майкл Чарльз «Джуниор» Уотсон (англ. Michael Charles «Junior» Watson); 16 октября 1949, Тулар, Калифорния, США) — американский блюзовый гитарист и певец. Номинант Blues Music Awards в номинации «Блюзовый гитарист» (2004, 2020) . Представитель вест-кост-блюза .

## Биография
Джуниор Уотсон родился в Калифорнии в 1949 году, его мать была певицей, в её активе были выступления с Нэтом Кингом Коулом, и она приобщила Джуниора к музыке. Под влиянием местных сёрф-рок и ритм-н-блюз групп начал учиться играть на гитаре. В 1965 году Уотсон переехал в Сан-Хосе и познакомился там с блюзом благодаря харперу Гэри Смиту. Уотсон сначала создал небольшую группу Double Troubles (одноимённую с техасской Double Trouble), чьё выступление увидел Гэри Смит, и решил заполучить Уотсона и барабанщика группы себе. Как вспоминал Уотсон: «Когда Гэри услышал, как я играю дома, он сказал, что я играю на аккордах, как Роберт Локвуд-младший. Я не понял, о ком он говорит». Освоившись, Уотсон некоторое время играл в группе с бас-гитаристом Биллом Стювом, для чего Уотсону пришлось «выучить тридцать шесть песен за две недели, изучая по трём учебникам все аккорды, которые он никогда раньше не играл» . Затем, когда Уотсон работал над альбомом Blue Bay с Гэри Смитом, гитаристом Лютером Тейкером, Хай-Тайдом Харрисом, Чарли Масселуайтом и Роном Томпсоном, бас-гитарист Стив Гомес отправил демо-запись Уотсона Роду Пьяцце, который искал гитариста и таким образом, в 1976 году Уотсон стал одним из создателей группы Rod Piazza & The Mighty Flyers. Кроме него в группе были на момент создания такие музыканты, как сам Пьяцца, Шейки Джейк, Джордж «Гармоника» Смит, Смоуки Уилсон и Пи Ви Крейтон. Уотсон работал в составе The Mighty Flyers около десяти лет, гастролируя по всему миру и записав несколько альбомов.
Вместе с работой в группе, Уотсон очень много работал как сайдмен , записываясь со многими музыкантами с начала 1980-х годов. Его можно услышать на релизах таких исполнителей, как Джордж «Гармоника» Смит, Джеймс Харман, Шейки Джейк, Уильям Кларк, Джимми Роджерс, Смоуки Уилсон, Билл Стюв, Ким Уилсон, Чарли Масселуайт, Сонни Роудс, Джонни Дайер, Кид Рамос, Рик Холмстром, Джон Немет, Нэппи Браун, Джанива Магнесс, The Mannish Boys, Сакс Гордон, Боб Корритор. 
Во второй половине 1980-х присоединился к группе Canned Heat, с которой записывался и гастролировал в течение около 10 лет. В начале 1990-х начал свою сольную карьеру, в 1991 году выпустив совместный альбом с Линвудом Слимом. Первый свой сольный альбом Long Overdue выпустил в 1993 году. В его записи приняли участие такие музыканты, как Рик Холмстром, Джефф Тёрмс, Линвуд Слим, Билл Стюв, Ларри Тейлор, Джими Ботт, Ричард Иннес, Фред Каплан. После ухода из Canned Heat создал свою группу  Junior Watson & Friends. 
Продолжает свою карьеру в основном как сайдмен, выпустив несколько и своих альбомов, сольных или в коллаборации. Последний альбом выпустил в 2019 году под названием 'Nothin' to It But to Do It, про который в одной из рецензий написали: «Вам нужен совершенно потрясающий блюз Западного побережья? Тогда не ищите дальше. Вам нужна безупречная гитарная игра? Здесь она есть. Как насчёт звёздной игры на духовых инструментах? Сакс Гордон даёт её вам. Фортепиано и орган, которые просто потрясающие? И снова, здесь она есть. Великолепный микс вокальных партий, исполненных с чувством и огромным обаянием? И это тоже здесь» . 
В 2012 году ослеп на один глаз ввиду кровоизлияния и разрыва сетчатки. 
«Джуниор Уотсон — легенда. Он входит в очень короткий список претендентов на звание величайшего блюзового гитариста своего поколения» . 
«Майкл „Джуниор“ Уотсон повлиял на бесчисленное множество гитаристов своими свингующими партиями и спонтанными импровизациями, которые возвращают гитарным соло радость» .
«Стиль игры Джуниора Уотсона, насыщенный свингом, является живой связью с дороковой эпохой, когда такие шестиструнные музыканты, как Чарли Крисчен, Ти-Боун Уокер и Тайни Граймс прокладывали путь взрыву рок-н-ролла 1950-х годов» 
«Он играет столько разных аккордов и фраз в совершенно своём собственном стиле. Он смешивает джазовые идеи со старым R&B, электроблюзом и многим другим» . 
Гитарные соло Уотсона могут удивлять, но они не случайны; они основаны на глубоком знании аккордов. Сам Уотсон сказал, что: «Большинство парней сразу хотят играть соло, но я сначала выучил аккорды. Я купил книгу аккордов и мог научить кого угодно играть аккорды, альтернативные баррэ, даже до того, как понял, что такое блюз» .

## Дискография

### Студийные альбомы
- 1991: Lynwood Slim Featuring Junior Watson — Lost In America  (Black Magic Records)
- 1992: Mark Hummel Featuring Junior Watson — Hard Lovin 1990s'  (Double Trouble Records)
- 1993: Long Overdue (Black Magic Records)
- 1998: Lynwood Slim & Junior Watson —  Back To Back  (Crosscut Records)
- 1998: Andy Santana & The West Coast Playboys With Junior Watson  — Swingin' Rockin' Jumpin' & Jivin' (без лейбла)
- 2002: If I Had A Genie (Heart & Soul Records)
- 2003: Kid Andersen Featuring: Mark Hummel/Junior Watson/Terry Hanck/Paul Ivy  — Rock Awhile (Blue Soul Records)
- 2004: John Németh Featuring Junior Watson  — Come And Get It (без лейбла)
- 2005: Vidar Busk, Kid Andersen, Junior Watson — Guitarmageddon (Grappa, Blue Mood Records)
- 2005: Mitch Kashmar Featuring Junior Watson — Nickels & Dimes (Delta Groove Productions, Inc.)
- 2007: Bharath And His Rhythm Four With Junior Watson — Friday Night Fatty (без лейбла)
- 2010: William Clarke & Junior Watson  — Double Dealin' (Bluebeat Music)
- 2010: Best Of Three Featuring Junior Watson, Fred Kaplan, Bharath Rajakumar  — Best Of Three (без лейбла)
- 2011: Live From Outer Space (Bluebeat Music)
- 2012: Jumpin' Wit Junior (Regal Radio Records)
- 2019: Junior Watson Featuring Alabama Mike & Lisa Leuschner Andersen  — 'Nothin' to It But to Do It (Little Village Foundation)